# Thành Tô
Thành Tô là một phường cũ từng thuộc quận Hải An, thành phố Hải Phòng, Việt Nam.

## Địa lý
Phường Thành Tô có vị trí địa lý:
- Phía đông giáp phường Nam Hải và phường Tràng Cát
- Phía tây giáp phường Cát Bi và quận Dương Kinh
- Phía nam giáp phường Tràng Cát
- Phía bắc giáp phường Đằng Hải và phường Đằng Lâm.

Phường Thành Tô có diện tích 3,27 km², dân số năm 2022 là 13.471 người, mật độ dân số đạt 4.119 người/km².

## Lịch sử
Ngày 5 tháng 4 năm 2007, Chính phủ ban hành Nghị định số 54/2007/NĐ-CP về việc thành lập phường Thành Tô trên cơ sở điều chỉnh 276,77 ha diện tích tự nhiên và 2.112 nhân khẩu của phường Đằng Lâm; 45,80 ha diện tích tự nhiên và 8.240 nhân khẩu của phường Cát Bi.
Phường Thành Tô có 322,57 ha diện tích tự nhiên và 10.352 nhân khẩu.
Ngày 20 tháng 7 năm 2022, HĐND TP. Hải Phòng ban hành Nghị quyết số 26/NQ-HĐND về việc:
- Sáp nhập 2 tổ dân phố số: 2, 3 và một phần của tổ dân phố số 4 vào tổ dân phố số 1.
- Thành lập tổ dân phố số 2 trên cơ sở 2 tổ dân phố số: 5, 6 và một phần của tổ dân phố số 4.
- Thành lập tổ dân phố số 3 trên cơ sở 3 tổ dân phố số: 8, 9, 10.
- Thành lập tổ dân phố 5 trên cơ sở tổ dân phố số 13 và tổ dân phố số 14.
- Thành lập tổ dân phố 6 trên cơ sở tổ dân phố số 15 và một phần của tổ dân phố số 16.
- Thành lập tổ dân phố số 7 trên cơ sở một phần của tổ dân phố số 16.
- Thành lập tổ dân phố số 8 trên cơ sở tổ dân phố số 17 và tổ dân phố số 18.
- Đổi tên tổ dân phố số 19 thành tổ dân phố số 9.

Ngày 16 tháng 6 năm 2025, Ủy ban Thường vụ Quốc hội ban hành nghị quyết sắp xếp đơn vị hành chính cấp xã của thành phố Hải Phòng năm 2025. Theo đó, toàn bộ diện tích tự nhiên, quy mô dân số của phường Thành Tô được sắp xếp với toàn bộ diện tích tự nhiên, quy mô dân số của các phường Cát Bi, Đằng Lâm, Đằng Hải, Tràng Cát, một phần diện tích tự nhiên, quy mô dân số của phường Nam Hải và một phần diện tích tự nhiên của phường Đông Hải 2 thành phường mới có tên gọi là phường Hải An.